# Штаєрман Ілля Якович
Ілля́ Я́кович Шта́єрман (* 19 квітня 1891, Могилів-Подільський, нині Вінницької області — † 24 грудня 1962, Москва) — український математик і механік родом із Поділля. Професор (1924). Доктор фізико-математичних наук (1930). Член-кореспондент АН УРСР (обрано 22 лютого 1939 року).

## Біографія
1910 року закінчив Кам'янець-Подільську чоловічу гімназію. Вже під час навчання в гімназії Ілля проявив глибокий інтерес до математики. Як згадував Микола Чеботарьов, який закінчив гімназію в Кам'янці-Подільському пізніше, він не зміг у фундаментальній бібліотеці гімназії взяти жодної книги з вищої математики, бо всі вони перебували в довгостроковій оренді в старшого на три роки Іллі Штаєрмана.
1914 року Штаєрман закінчив Київський університет, 1918 року — Київський політехнічний інститут.
У 1918–1941 роках працював у Київському політехнічному інституті (серед студентів — Сергій Корольов).
У 1930–1941 роках Штаєрман одночасно працював також у Київському університеті. У 1934–1941 роках він очолював кафедру механіки. З його ініціативи було введено у викладання курс теорії пружності (включаючи опір матеріалів) і одночасно спеціалізацію з прикладної теорії пружності.
У 1920–1934 роках працював також у Комісії прикладної математики АН УРСР, у 1934–1943 роках — в Інституті математики АН УРСР.
У 1942–1943 роках за сумісництвом працював в Уфимському авіаційному інституті (нині Уфимський державний авіаційний технічний університет) — професор, завідувач кафедри теоретичної механіки.
Від 1943 року працював у Московському інженерно-будівельному інституті.

## Наукова діяльність
Праці Штаєрмана стосуються прикладної математики, теорії пружності та будівельної механіки.
У галузі математики праці Штаєрмана присвячено диференціальним рівнянням, інтегральним рівнянням, теорії функцій, наближеним і числовим методам.
Штаєрман вивчав значне коло прикладних питань наближеного інтегрування диференціальних та інтегральних рівнянь, теорії спеціальних функцій.
Шиаєрман опублікував низку наукових досліджень в галузі прикладної теорії пружності, переважно теорії стійкості арок, розрахунку ланцюгових мостів і теорії тонкостінних оболонок. В теорії оболонок він показав, що задача розрахувати циліндричну оболонку, товщина стінки якої змінюється згідно з параболічним законом, розв'язується за допомогою гіпергеометричних функцій. Далі він узагальнив метод асимптотичного інтегрування в застосуванні до тонкостінних оболонок та показав, що цей метод є зручний у практичному вжитку («О применении метода асимптотического интегрирования к расчету упругих оболочек», 1924). Він вперше розглянув питання про статичне контактне стискання пружних тіл при особливих умовах початкового дотикання їх недеформованих поверхонь, тобто питання, що виходять за межі теорії Генріха Герца.

## Родина
Його дядько, Сіркіс Ізраїль-Йосиф Шмерелевич — єврейський драматург та письменник, писав на івриті, філантроп.

## Електронні ресурси
- Історія опору матеріалів. Біографії. Штаєрман Ілля Якович (рос.)
- Відомі вчені в галузі механіки. Штаєрман Ілля Якович (рос.)
- Ярослав Голованов. Корольов. Факти та міфи[недоступне посилання з серпня 2019] (рос.)
- Київський національний університет. Штаєрман Ілля Якович
- Історія кафедри механіки КНУ
- Уфимський державний авіаційний технічний університет. Штаєрман Ілля Якович[недоступне посилання з вересня 2019] (рос.)
- Випускники Кам'янець-Подільської гімназії 1883–1920 (рос.)
- Проект математичної генеалогії. Iliya Yakovlevich Shtaerman (англ.)